# L'Usurpatrice
Pour les articles homonymes, voir La usurpadora (homonymie).
 (février 2024).
Si vous disposez d'ouvrages ou d'articles de référence ou si vous connaissez des sites web de qualité traitant du thème abordé ici, merci de compléter l'article en donnant les références utiles à sa vérifiabilité et en les liant à la section « Notes et références ».
 (juin 2020).
Le contenu est difficilement compréhensible vu les erreurs de traduction, qui sont peut-être dues à l'utilisation d'un logiciel de traduction automatique.
Pour l’article homonyme, voir La usurpadora.
L'Usurpatrice (La usurpadora) est une telenovela mexicaine produite par Carmen Armendáriz pour Televisa. 
Elle est diffusée entre le 2 septembre et le 4 octobre 2019 sur la chaine Las Estrellas. Il s'agit d'un redémarrage basé sur la telenovela mexicaine du même nom La usurpadora en 1998 et la première série de la série d'anthologie Fábrica de sueños.
En France, elle est diffusée entre le 19 janvier 2021 et le 1er février 2021 sur le Réseau Outre-Mer première.

## Synopsis
Paola Miranda (Sandra Echeverría), la première dame du Mexique , vit en enfer à côté de l'homme le plus important du pays: le président Carlos Bernal (Andrés Palacios). Elle veut divorcer depuis longtemps et crée un plan après avoir découvert qu'elle est adoptée et qu'elle a une sœur jumelle. Cela consiste à tromper sa sœur, Paulina Doria (Sandra Echeverría), à assumer le rôle de la première dame puis à la tuer le jour du Cri de Dolores[Quoi ?] . De cette façon, Paola prévoit de simuler sa propre mort afin de vivre une nouvelle vie avec son amant, Gonzalo Santamarina, en plus de se venger de la femme qu'elle croit coupable de l'avoir séparée de sa mère biologique.
Paulina vit à Bogotá , où elle a un refuge pour enfants abandonnés et s'occupe de sa mère Olga, qui est aussi la mère biologique de Paola. Sous une fausse promesse de dons, Paulina se rend au Mexique, où elle est kidnappée par Paola. Lorsque les deux sœurs se rencontrent, Paola lui fait du chantage et propose que Paulina usurpe son identité pendant deux semaines, sinon elle enverrait tuer sa mère. C'est ainsi que Paulina devient La usurpadora et arrive à la résidence présidentielle de Los Pinos.
Le jour de l'indépendance, Paulina est abattue mais survit. Compte tenu de cela, le Centre d'Intelligence National commence à enquêter sur l'attaque et son possible auteur matériel et intellectuel, pensant que le président pourrait avoir été la cible. Dans le même temps, Carlos Bernal demande à l'ex-agent Facundo Nava (Arap Bethke) de mener une enquête parallèle. Paola n'est pas satisfaite et après avoir assassiné son amant à Bora Bora, en Polynésie française, elle retourne à Mexico dans le but d'éliminer les preuves qui l'incriminent. D'un autre côté, Paulina trouve dans son rôle de première dame l'occasion de mener un activisme social.
Paola prévoit une deuxième tentative de tuer Paulina : il la conduit à rencontrer un partenaire de Gonzalo, qui est prêt à la tuer. Cependant, Facundo évite le tir et l'usurpateur commence à lui faire confiance pour savoir qui est derrière elle. En même temps, elle décide d'utiliser sa place de première dame pour pouvoir voyager en Colombie et mettre sa mère en sécurité. Lorsque Paola apprend que Paulina veut briser le chantage, elle cherchera à la retourner contre le président et fera semblant d'avoir besoin d'une aide psychiatrique, ce qui conduira Paulina à être hospitalisée pour un prétendu trouble de la personnalité multiple. Dans le même temps, L'usurpatrice est accusé d'avoir révélé que la première épouse du président s'était suicidée et que le gouvernement était chargé de le cacher.
Avec Paulina à l'hôpital psychiatrique, Paola prévoit une nouvelle tentative de tuer l'usurpatrice, après quoi elle pourra s'échapper et reconstruire sa vie. Cependant, Paola est victime d'une attaque planifiée de sa complice Teresa. Paulina est secourue par Facundo Nava et transférée dans une ferme pour continuer le traitement ; Pendant ce temps, Paola est amenée à Bogotá par sa mère, qui, selon elle, est Paulina qui est touchée par un choc post-traumatique .
Paola essaie de ne pas être découverte chez sa mère, mais elle se rend compte qu'elle est son autre fille. Paulina retourne à la résidence présidentielle, où elle convainc Carlos de se rendre à Bogota pour rencontrer sa mère. Dans la capitale colombienne, Paulina retrouve sa mère, qui lui demande un temps pour vivre avec Paola alors qu'elle continue d'assumer le rôle de première dame. Après quelques jours, Olga décède des suites de sa maladie et Paola retourne à Mexico.

## Distribution
- Sandra Echeverría : Paulina Doria
- Andrés Palacios : Carlos Bernal Mejía
- Arap Bethke : Facundo Nava
- Sandra Echeverría : Paola Rivas
- Aurora Gil : Teresa Hernández
- Juan Carlos Barreto : Manuel Hernández
- Queta Lavat : Doña Piedad Mejía Vda. de Bernal
- Ana Bertha Espín : Arcadia Rivas de Miranda
- Macarena Oz : Lisette Bernal Miranda
- Germán Bracco : Emilio Bernal Ponce
- Verónica Terán : Juana
- Montserrat Marañón : Monserrat "Monse"
- Juan Martín Jáuregui : Gonzalo Santamaría
- Joshua Gutiérrez : Molina
- Emilio Guerrero: Pascual
- Gabriela Zamora : Irene
- Victoria Hernández : Olga Doria Duque
- Emiro Balocco : Juan Sebastián Restrepo
- Ricardo Leguízamo : Wilson
- Liseth Bitar : Andrea

## Production
La usurpadora fait partie de Fábrica de sueños, une série d'anthologie qui adaptera les grands classiques des feuilletons mexicains aux formats courts ou aux mini-séries.
Les enregistrements ont commencé le 25 avril 2019 et se sont terminés à la mi-août 2019.
L'adaptation de l'œuvre originale d'Inés Rodena a été réalisée par Larissa Andrade, Tania Tinajero Reza, Jacques Bonnavent, Levinton Sol et Gabriela Rodríguez.